# Nam-myeon, Inje-gun
Nam-myeon (koreanska: 남면) är en socken i kommunen Inje-gun i provinsen Gangwon i den norra delen av Sydkorea, 110 km nordost om huvudstaden Seoul.